# Список политических партий Туркменистана
Туркменистан — президентская республика, в которой официально зарегистрировано 3 политические партии.
Все три партии поддерживают проводимый правительственный курс. Одна из них, Демократическая партия Туркменистана, преемница компартии Туркменской ССР, является партией власти с начала 90-х годов и по сей день. Создание двух других политических партий лишь имитирует демократическую многопартийность в стране.

## Официально зарегистрированные партии и организации

#### Парламентские партии
- Демократическая партия Туркменистана
- Партия промышленников и предпринимателей Туркменистана
- Аграрная партия Туркменистана

#### Непарламентские партии и организации
- Союз женщин Туркменистана
- Организация профсоюзов Туркменистана
- Молодёжная организация Туркменистана имени Махтумкули

## Официально не зарегистрированные партии и организации
- Коммунистическая партия Туркменистана
- Республиканская партия Туркменистана
- Союз демократических сил Туркменистана
- Общественно-политическое движение «Ватан»
- Общественно-политическое движение «Возрождение»
- Народное демократическое движение Туркменистана
- Либерально-демократическая партия Туркменистана
- Туркменская инициатива по правам человека

## Ранее существовавшие партии и организации
- Партия демократического развития Туркменистана[1] (1991—1993 гг.)
- Движение демократических реформ (1991—1992)
- Народно-демократическая партия Туркменистана
- Движение демократических реформ Туркменистана
- Партия демократического развития Туркменистана
- Коммунистическая партия Туркменской ССР
- Шура-и-Улема
- Шура-и-Ислам